# Anka Carić
Anka Carić (1919.) je hrvatska pjesnikinja s otoka Hvara. Piše pjesme na čakavskom narječju. 
Sudjelovala je na nekim Susretima čakavskih pjesnikinja otoka Hvara (2006.).
Objavljivala je pjesme u časopisu "Generacije"- izbor iz zbirke pjesama "Friž na srcu" priredio Josip Stanić Stanios, "Generacije" br. 9, str. 96-99.

## Djela
Pjesme sa Susreta čakavskih pjesnikinja su joj izašle u zborniku Jazik naših materih.
- Friž na sarcu, 1986.[2]